# Kari Härkönen
Kari Härkönen, född den 16 juli 1959 i Ristijärvi, är en finländsk före detta längdåkare som tävlade under 1980-talet.
Härkönens största merit är guldet från VM 1985 på 15 kilometer. Dessutom var han med i det finska stafettlag som delade bronset med DDR i stafetten vid VM 1982.
Härkönen deltog vid OS 1984 men slutade som bäst på 13:e plats på 30 kilometer.